# Красноармейская улица (Екатеринбург)

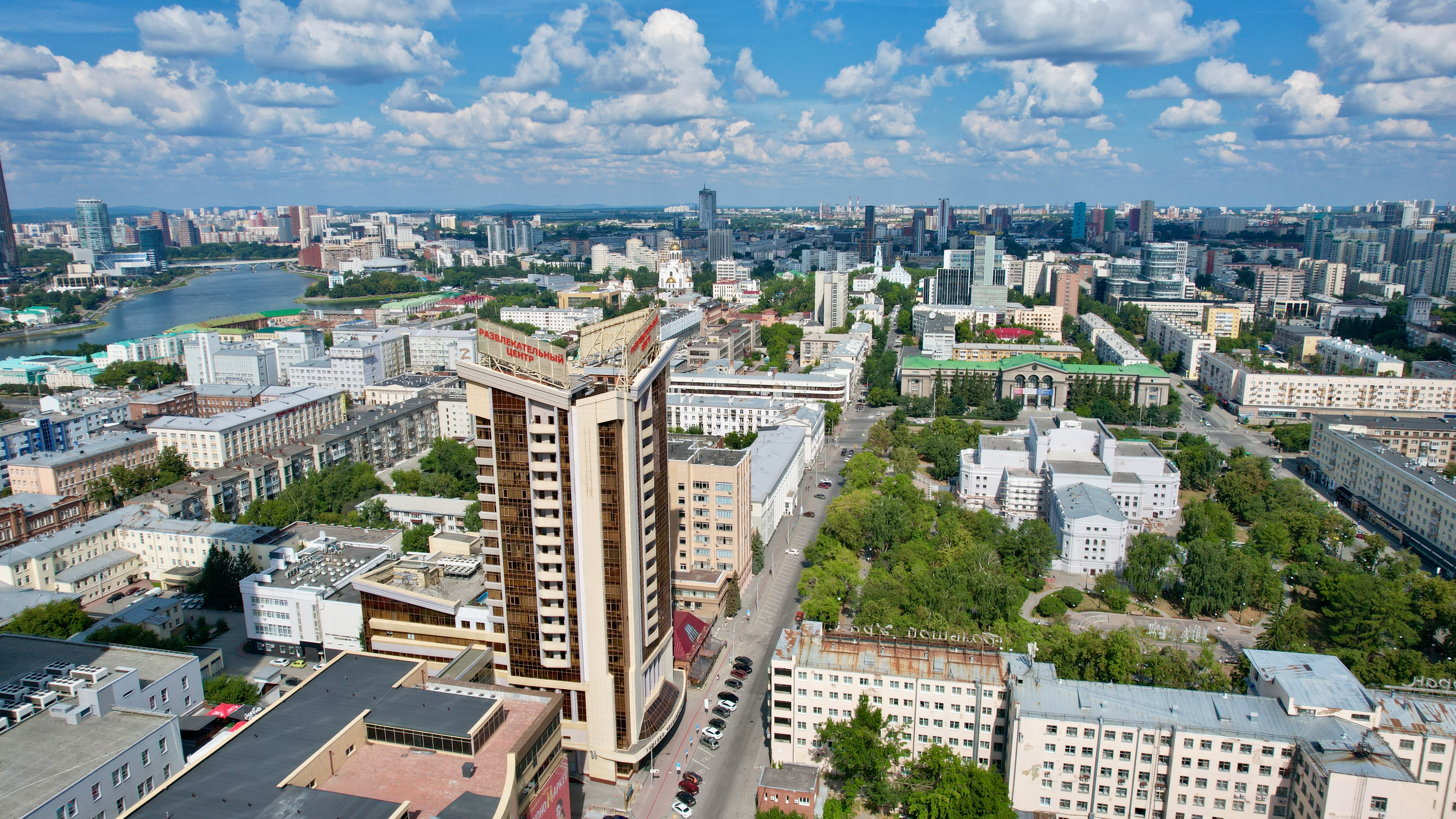
Вид с высоты

Красноарме́йская у́лица (бывшая Завальская, Солда́тская (до 1919)) — одна из улиц Екатеринбурга (протяжённость — 2250 м с учётом застроенных участков). Находится в центральном жилом районе Екатеринбурга и проходит в направлении север — юг между Проспектом Ленина (в районе площади Парижской коммуны) и берегом реки Исети у её пересечения с улицей Большакова (бывшей Болотной). В XXI веке улица считается престижным участком городского центра, который, в формулировке издания 66.ru, «может похвастаться целой плеядой именитых жильцов — от политиков до преуспевающих бизнесменов». В связи с этим центральная часть улицы в середине 2010-х гг. была реконструирована в пешеходную зону.

## История и достопримечательности
Улица появилась при застройке территории вне Екатеринбургской крепости (восточный посад) в конце XVIII века, когда в городских укреплениях отпала необходимость. Начиналась от Дровяной площади, перебивалась Сенной площадью и выходила на берег Исети.
С середины XIX века улица застраивается особняками чиновников, предпринимателей, именитых горожан. Многие из построенных на этой улице зданий сохранились до настоящего времени и признаны памятниками архитектуры: дом Налимова (архитектор С. С. Козлов), в котором в начале XX века жил известный архитектор К. Т. Бабыкин, усадьба И. Л. Фальковского (арх. Ю. О. Дютель), снесённая в 2000, дом Усаниных, в котором жил журналист и историк-краевед А. В. Весновский, усадьбы Ф. Т. Шумкова, Р. Ф. Шмиден (арх. М. Л. Реутов), дома Меньшиковых (арх. С. С. Козлов), Долгановой-Клементьевой, купца В. С. Потапова (арх. М. Л. Реутов), С. Г. Сазонова (арх. Е. М. Косяков), Пушкиных и др.
В начале улицы (за Оперным театром) в 1929—1932 годах было построено здание гостиницы «Большой Урал» (арх. С. Б. Захаров, В. И. Смирнов) — один из образцов конструктивизма. На 2010 год улица перекрывается жилым зданием по улице Малышева, зданием технических факультетов Уральского государственного университета по улице Куйбышева и участком детского парка им. Павлика Морозова (бывшая Сенная площадь). По адресу Красноармейская, 10 находится бизнец-центр «Антей», в состав которого входит построенный в 2006—2010 годах небоскрёб «Высоцкий». До 2016 года он считался самым высоким зданием в РФ за пределами Москвы, затем его опередила башня «Исеть», которую затем опередил петербургский «Лахта-центр».